# Šonov
Šonov (německy Schönau) je obec nedaleko Broumova v okrese Náchod v Královéhradeckém kraji. Žije zde 302 obyvatel. Je to obec s největší délkou (přes sedm kilometrů) a největší rozlohou katastrálního území na Broumovsku. Hranice katastrálního území obce je z větší části totožná s česko-polskou státní hranicí.

## Historie

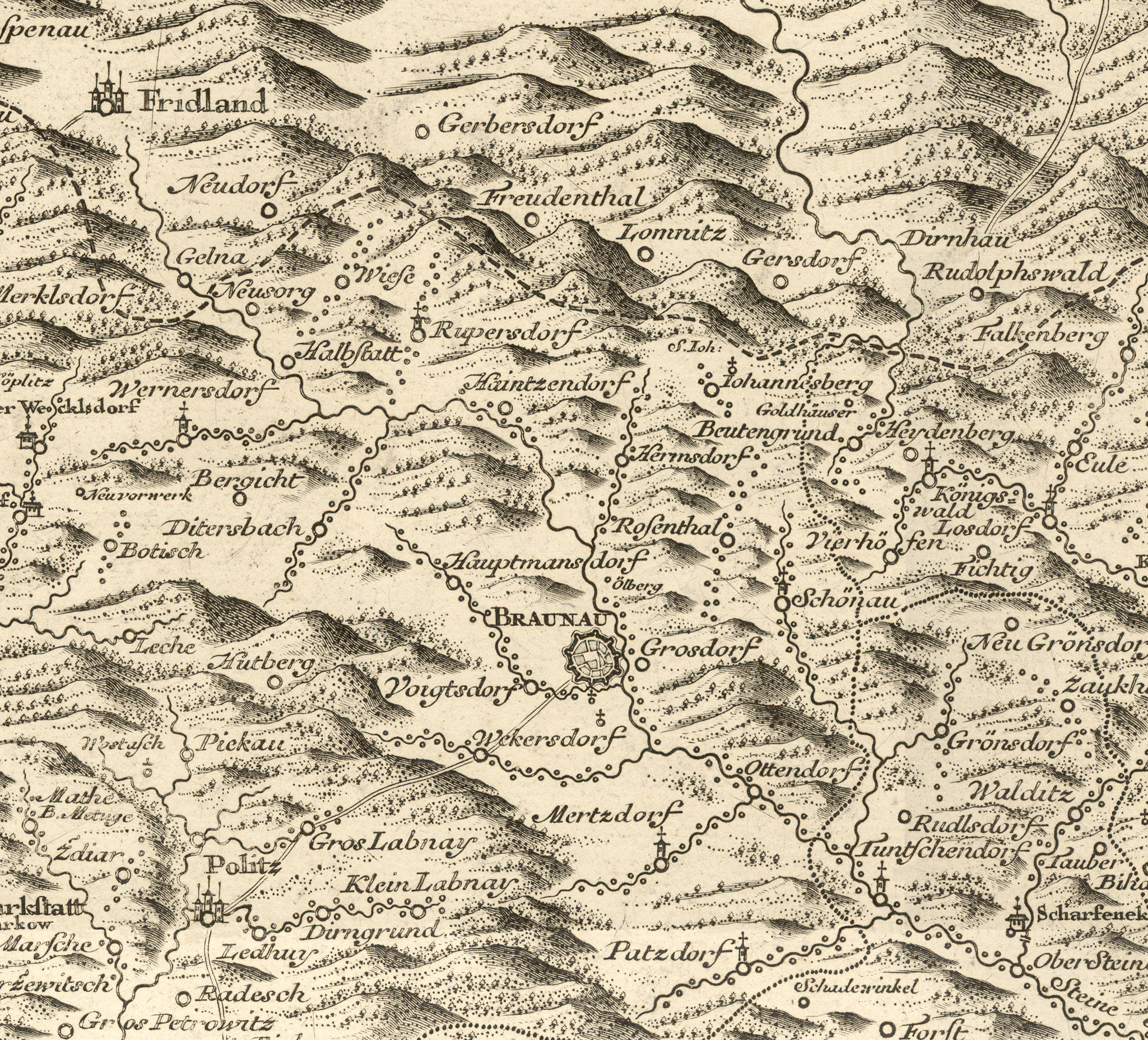
Šonov (Schönau) na Müllerově mapě Čech z roku 1720

První písemná zmínka o vesnici pochází z roku 1300. Velká dvouřadá lánová ves patřila od počátku broumovskému klášteru a osídlena byla osadníky německého původu. Místní obyvatelé byli povinováni dodávat do broumovského kláštera dřevo. V letech 1325–1725 v obci stál dřevěný kostel, zasvěcený svatému Janu Evangelistovi. Ten byl po požáru v roce 1725 nahrazen zděným kostelem, u kterého bylo změněno patrocinium na zasvěcení svaté Markétě. V roce 1680 se místní účastnili povstání nevolníků. V roce 1776, kdy byla v obci zavedena čísla popisná, se zde nacházelo 245 domů.
Roku 1885 byl Šonov spojen s Broumovem silnicí, která se stala hlavní komunikací jinak víceméně velmi izolované vesnice s ostatním světem a takto slouží stále. V roce 1914 byla vesnice elektrifikována.
V letech 1938 až 1945 byla obec přičleněna (v důsledku uzavření Mnichovské dohody) k nacistickému Německu. Během druhé světové války zahynulo 58 mužů a jedna žena ze Šonova. V roce 1945 obcí postupně prošla nacistická i sovětská armáda, přičemž při obou průchodech docházelo k rabování. V září téhož roku bylo odsunuto prvních 170 obyvatel obce. Po odsunech byla vesnice sice dosídlena Čechy, nikdy však již nedosáhla předválečného počtu obyvatel. Obec byla po roce 1945 rozdělena na "horní" a "dolní" část, přičemž v každé fungovalo samostatné zemědělské družstvo. K opětovnému sjednocení obce pak došlo v roce 1960. Řada stavení v obci postupně zpustla, včetně původně výstavní fary, která od roku 1945 již nesloužila svému účelu (o tom, co se dělo kolem fary viz níže) a postupně se změnila ve zříceninu. Dlouhodobě neobsazená šonovská farnost byla nakonec k 1. lednu 2010 administrativně zrušena a její území začleněno do sousední farnosti broumovské.
Bezprostředně po osvobození Československa došlo ve vsi k násilnostem. V srpnu 1945 byli odvlečeni ze šonovské fary a v lese za obcí zastřeleni dva broumovští benediktini: místní emeritní farář Alban J. Prause a jeho nástupce Ansgar A. Schmitt. Současně byla fara vyrabována. Ač se objektivně ničím neprovinili, za jejich smrt nebyl nikdo nikdy potrestán, neboť na čin byla vztažena beztrestnost podle zákona č. 115/1946.

## Přírodní poměry

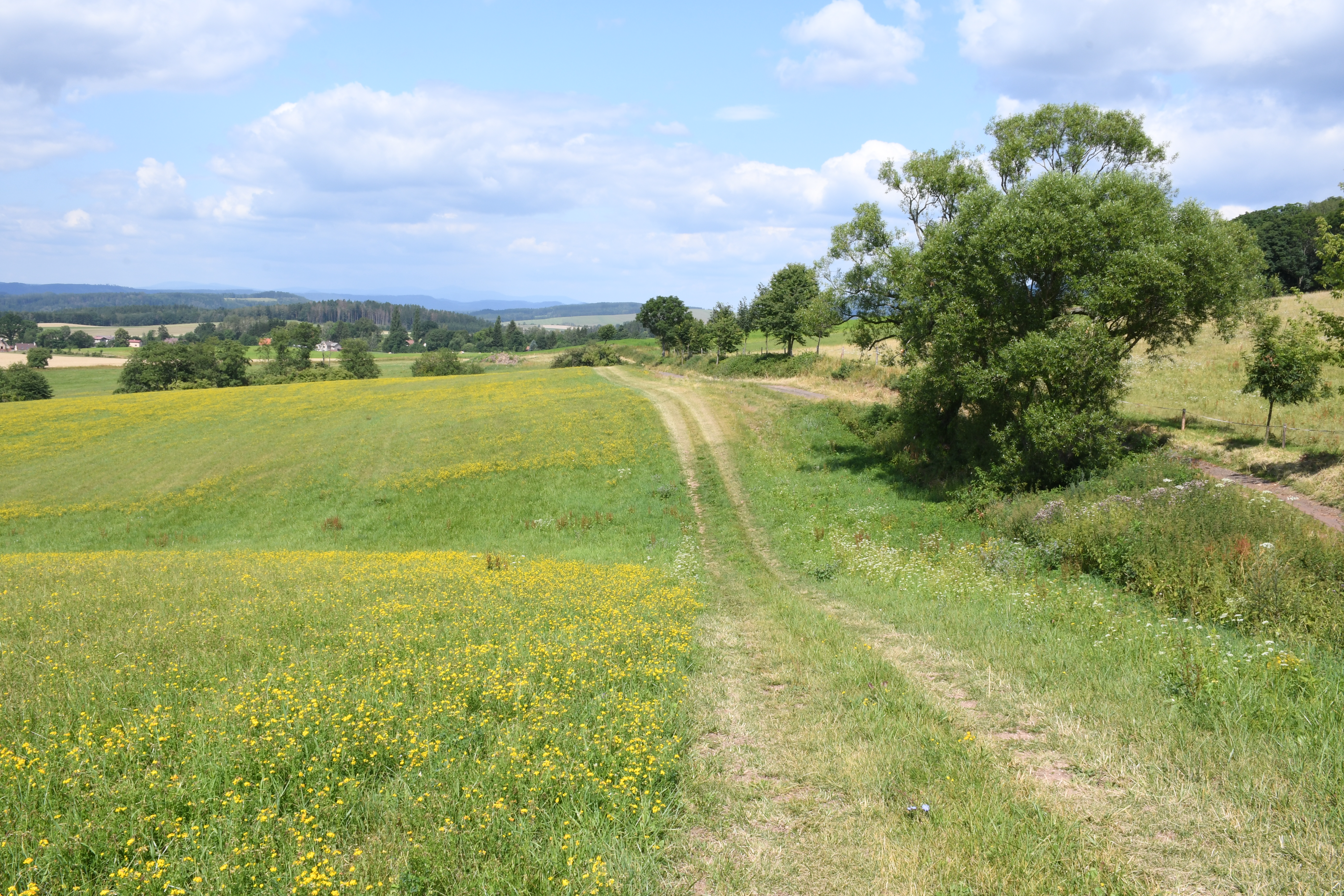
Louky severozápadně od vesnice

- Kamenec, navržená k ochraně v rámci Chráněné krajinné oblasti Broumovsko. Jedná se o skály, skalní sruby a výchozy andezitoidů (melafyrů). Zdejší masív je tvořen černošedými weiselbergity, které z hlediska chemického složení jsou označovány za nejbazičtější horniny permokarbonského vulkanismu.[8]
- Rudný vrch (654 m ), který se nachází severovýchodně od severního konce Šonova[9]
- Vysoká skála, která se nachází v nejsevernějším výběžku katastrálního území Šonova. Jedná se o výrazný skalnatý hřbet tvořený tufy a permskými vulkanity – ignimbrity.[10]
- Takzvaná „Šonovská sopka“ na vrchu Homole (649 m) východně od obce, zhruba 500 metrů od česko-polské státní hranice[11]

## Obyvatelstvo
V roce 1930 žilo v obci 63 sedláků, 78 domkářů, 44 obchodníků a živnostníků a 110 dělníků. Do roku 1945 žila v obci většina obyvatel německé národnosti.
Převážná část obyvatelstva byla katolického vyznání. Žilo zde také 50 až 60 baptistů, kteří byli po 2. světové válce odsunuti.
| Rok            | 1869  | 1880  | 1890  | 1900  | 1910  | 1921  | 1930  | 1950 | 1961 | 1970 | 1980 | 1991 | 2001 | 2011 | 2021 |
| -------------- | ----- | ----- | ----- | ----- | ----- | ----- | ----- | ---- | ---- | ---- | ---- | ---- | ---- | ---- | ---- |
| Počet obyvatel | 1 959 | 1 786 | 1 556 | 1 364 | 1 258 | 1 150 | 1 085 | 494  | 429  | 355  | 305  | 308  | 322  | 322  | 284  |
| Počet domů     | 322   | 325   | 311   | 294   | 286   | 287   | 288   | 175  | 108  | 92   | 79   | 112  | 121  | 92   | 130  |

## Obecní správa

### Obecní symboly
Znak a vlajka byly obci uděleny rozhodnutím předsedy Poslanecké sněmovny Parlamentu České republiky dne 17. února 2006.

## Hospodářství
U vesnice byly v provozu dva lomy, jeden porfyrový a druhý melafyrový. Byly učiněny dva pokusy o těžbu uhlí, první v roce 1872 a druhý v letech 1901–1902. Oba byly neúspěšné.

## Pamětihodnosti

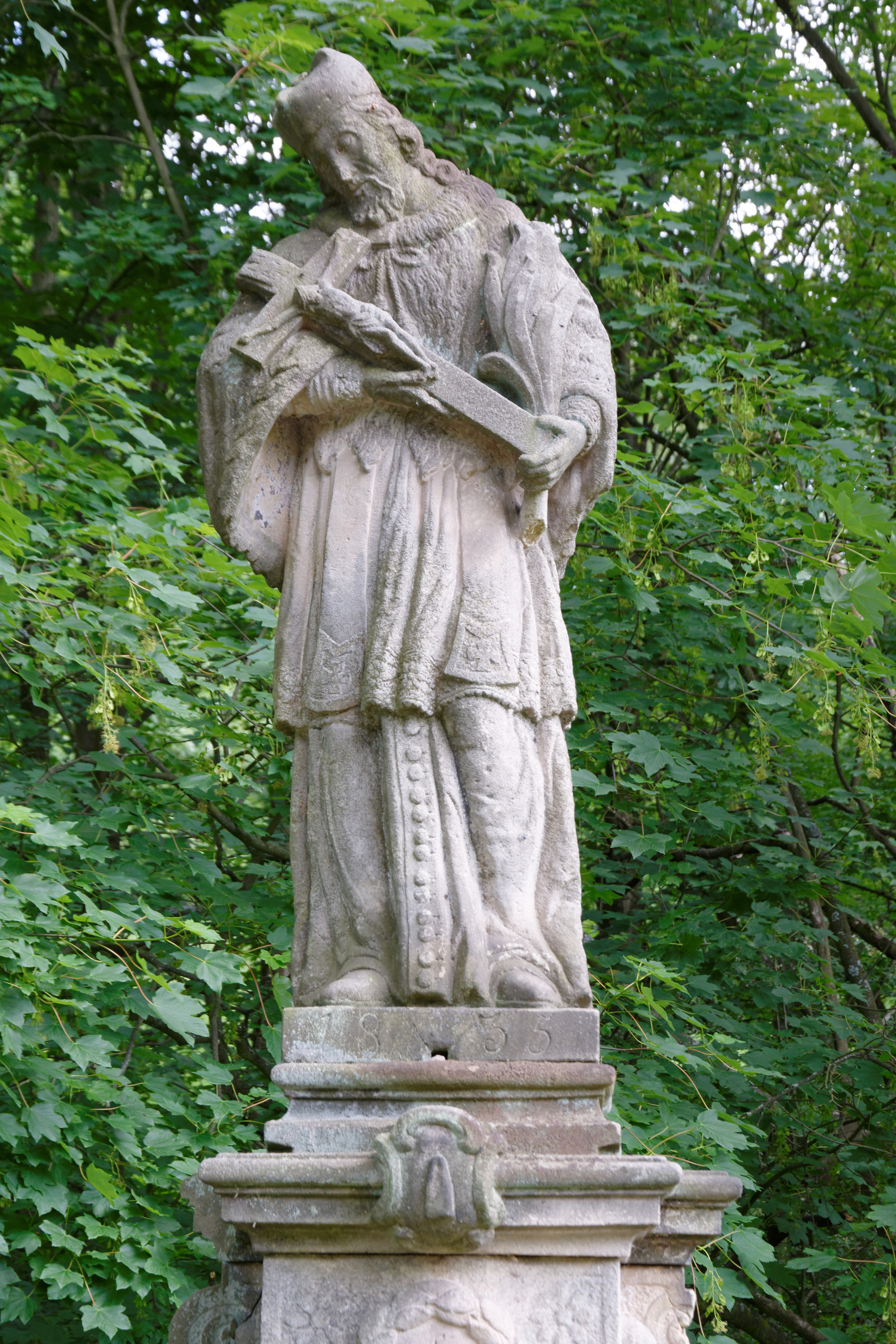
Socha svatého Jana Nepomuckého

- Kostel svaté Markéty[16]
- Fara čp. 83,[17] postavena v roce 1782 farářem K. Kurzem, náklady na stavbu činily 3 000 zlatých. Fara stojí na místě starší dřevěné fary, která byla postavena v roce 1674 a v roce 1775 vyhořela.[18][19]
- Hřbitov s kaplí Panny Marie Růžencové. Hřbitov se rozkládá kolem místa, kde stával původní, částečně dřevěný kostel. Ten v roce 1775 vyhořel a na jeho místě stojí kaple Panny Marie, zbudovaná v novogotickém slohu. Strop je vyzdoben malbami náchodského malíře Františka Šrůtka z roku 1878. Hřbitov je ohraničen kamennou zdí, která byla opravena v roce 2009. Oprava byla financována z dotace Královéhradeckého kraje, daru nizozemské rodiny Verstappen a z rozpočtu obce Šonov. Vedle vstupní brány je márnice. Další branka ve zdi je směrem k bývalé faře.
- Šonovská kaplička je na úbočí Javořích hor naproti kostelu sv. Markéty. Kaple byla opravena v červnu a červenci roku 2014 nákladem obce Šonov, Ministerstva pro místní rozvoj České republiky a zemědělského družstva Šonov u Broumova. Celkové náklady činily 241 365 Kč.[20]
- Další kaple se nachází za jižní částí obce u cesty na horu Ptačí vrch.[21]
- Venkovská usedlost čp. 34[22]
- Venkovská usedlost čp. 158[23]
- Venkovská usedlost čp. 255[24]

### Sochy a kříže
- Pomník osvobození se nachází před budovou mateřské školy ve středu obce.[25]
- V obci a jejím okolí se nachází asi dvacet křížků a soch (databáze Drobné památky Broumovska jich uvádí 18[26])
  - Pilíř se sochou sv. Jana Nepomuckého z roku 1799[27]

## Galerie

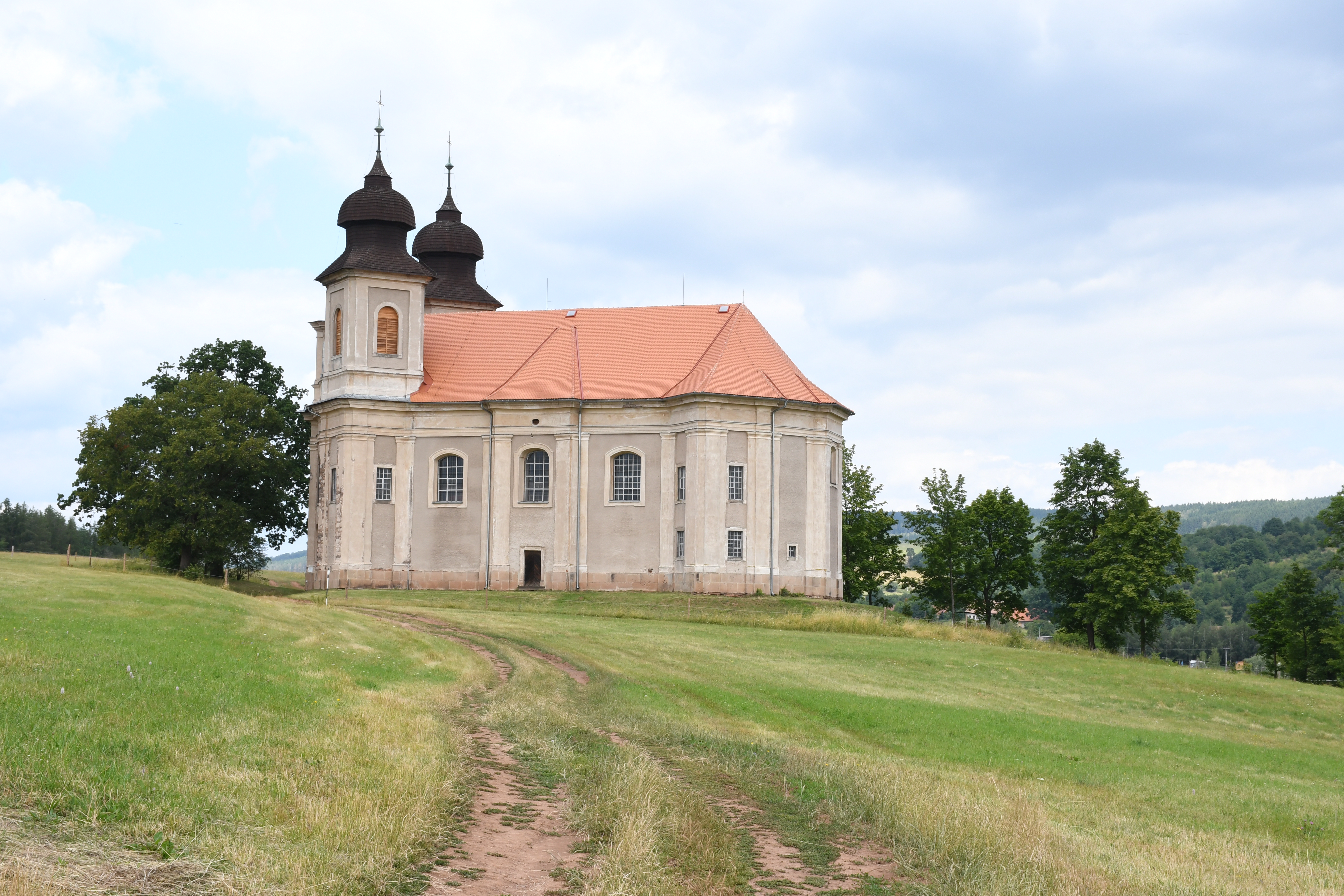
Kostel svaté Markéty
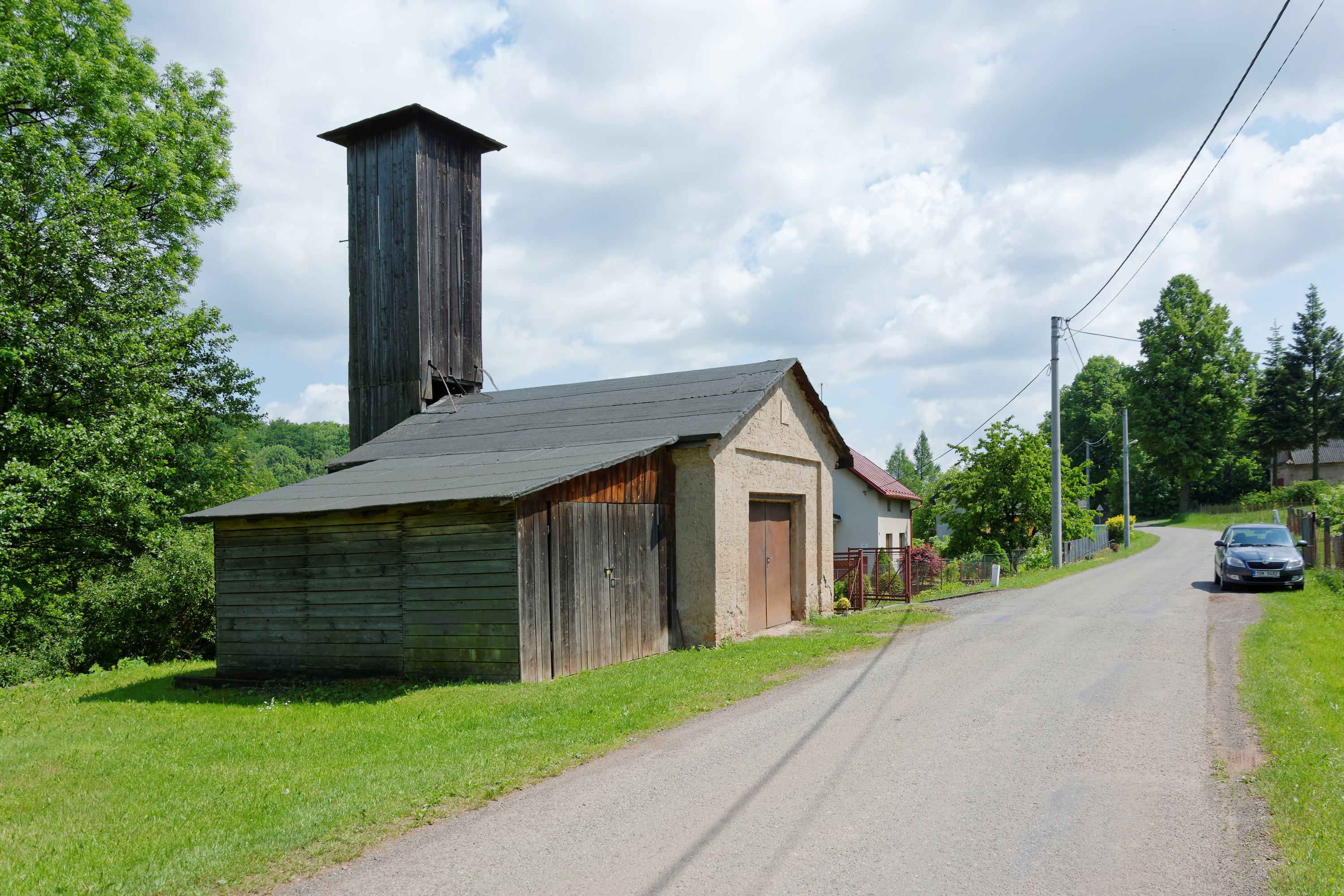
Hasičská zbrojnice
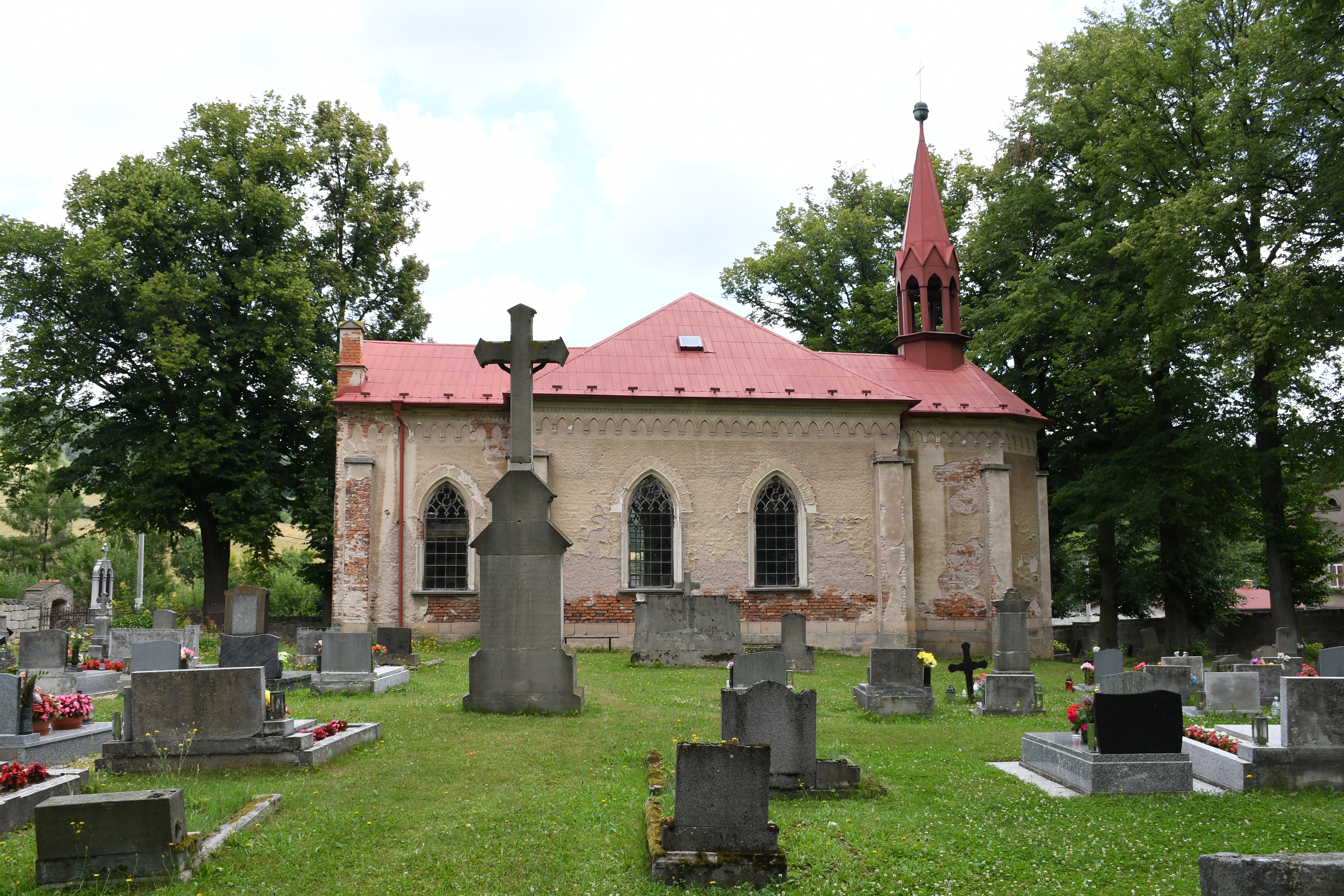
Hřbitovní kaple Panny Marie